# Krenîdivka, Seredîna-Buda
Krenîdivka (în ucraineană Кренидівка) este localitatea de reședință a comunei Krenîdivka din raionul Seredîna-Buda, regiunea Sumî, Ucraina.

## Demografie
Componența lingvistică a localității Krenîdivka
     Rusă (97,44%)
     Ucraineană (2,56%)
Conform recensământului din 2001, majoritatea populației localității Krenîdivka era vorbitoare de rusă (97,44%), existând în minoritate și vorbitori de ucraineană (2,56%).